# Prodoretus truncatus
Prodoretus truncatus är en skalbaggsart som beskrevs av Gilbert John Arrow 1915. Prodoretus truncatus ingår i släktet Prodoretus och familjen Rutelidae. Inga underarter finns listade i Catalogue of Life.